# 邢址
邢址（1494年—？年），字汝立，號陽川，直隸太平府當塗縣人，明朝政治人物。

## 生平
治《詩經》，嘉靖七年（1528年）由府學生中式戊子科應天府鄉試第十四名舉人，年三十九歲中式嘉靖十一年壬辰科（1532年）會試第二百十八名，第三甲第八十三名進士。觀吏部政，初授主事，十四年十一月改授山東道御史，十五年五月奉命覆核湖广钱粮，出为保定府知府，二十年调任邵武府知府，升河東鹽運使，以清操聞名。

## 家族
曾祖邢純；祖邢愚，贈南京刑部主事；父邢珣，江西左布政使；母楊氏（封安人）；繼母倪氏。嚴侍下，妻徐氏。
行八，兄增；壎；垔；圻；坦；壂；垓；埴（貢士）；垹，弟坊；垚；莊。